# 吉川ひよこ
吉川 ひよこ（よしかわ ひよこ、1982年1月13日 - ）は、日本のお笑い芸人（ピン芸人）。本名：早川 道子（はやかわ みちこ）。
大阪府出身。東京演芸協会所属。
旧芸名は「ミッチー早川」、「ミッチー」。

## 来歴・人物
- 小学生時代は野球をやっていた。
- 高校生時代には劇団ひまわりに所属、舞台などに出演。
- 2006年5月13日に芸人デビュー。ライブ出演のほか、寄席では東京・浅草の舞台などに出演。
- 2007年に自分のCDを発売。
- 2008年に、ミッチー早川からミッチーに改名。更に2009年に、ミッチーから現芸名に改名。
- 詩吟3級の資格がある。

## 芸風
主な持ち芸はウクレレ漫談。これまでには、JITTERIN'JINNの曲『プレゼント』の替え歌や、『大阪のおばちゃん』の歌などに乗せてネタを披露していくというものがあった。

## 出演
- 森田一義アワー 笑っていいとも!（フジテレビ） - 2007年1月9日、『恋愛のツボ』コーナーで、「爪楊枝の束を指で押す」という発案者として、本名で出演
- エンタの天使（日本テレビ） - 2008年5月7日（第4回）、キャッチコピーは『恋するウクレレ乙女』
- 2008年中に、深夜番組のダイエット企画モニターとしてテレビ出演あり。